# Rudolf Caracciola
Otto Wilhelm Rudolf Caracciola (n. 30 ianuarie 1901, Remagen, Renania-Palatinat, Germania – d. 28 septembrie 1959, Kassel, Germania) a fost un pilot de automobilism german. A câștigat de trei ori Campionatul European al Piloților, echivalentul titlului mondial al F1 în perioada interbelică. A fost renumit pentru abilitățile sale pe pista udă, pentru stilul delicat de pilotaj și pentru ritmul pe care îl etala în cursă (având, din acest punct de vedere, similitudini cu Alain Prost). Și-a legat numele și cariera de Mercedes-Benz, cu excepția anului 1932 (când a concurat pentru Alfa Romeo). Este considerat unul dintre cei mai mari piloți  din epoca anilor '20-'30, alături de Tazio Nuvolari, Bernd Rosemeyer și Achille Varzi.